# SIG SG 510自動步槍
SIG SG 510/Sturmgewehr 57是由瑞士SIG（現稱Swiss Arms）制造的自動步槍，採用與HK G3及CETME相同的滾輪延遲反沖式系統。SIG SG 510能發射22毫米槍榴彈，而且準確度高，在惡劣環境下仍可運作良好。
SIG SG 510曾是瑞士軍隊制式裝備，名為F ass 57（法語：Fusil d Assaut 57）或Stgw 57（德語：Sturm Gewehr 57）。

## 歷史
Stgw 57/SIG SG 510-1在1957年裝備瑞士軍隊，而玻利維亞及智利軍隊亦有裝備SG 510-4，當中，智利的SIG SG 510-4由SIG給義大利貝瑞塔合約特許生產。與StG44突擊步槍及AK-47步槍使用中間型威力槍彈開發不同，SG 510仍然使用瑞士軍隊制式的7.5×55毫米步槍子彈，雖然SG 510火力大，準確度高，但槍支體積大，而且太重（5.56公斤），在1980年代已被發射小口徑5.56毫米彈藥的SIG SG 550突擊步槍取代，現在只有極小量仍然服役。
SIG SG 510的半自動民用型版本名為PE-57，美國民用型名為SIG AMT（American Match Target）。

## 改進型
- SG 510-1—標準型

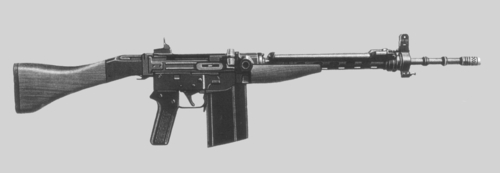
SIG SG 510-4

- SG 510-2—是510-1的輕量化版本
- SG 510-3—改為發射7.62×39毫米彈藥
- SG 510-4—玻利維亞及智利專用版本，改為發射7.62×51毫米NATO彈藥

## 使用國
- 玻利维亚
- 智利
  - 智利軍隊（只裝備炮兵部隊及訓練用途）
- 摩納哥
  - 王太子卡賓槍騎兵連（英语：Compagnie des Carabiniers du Prince）
- 瑞士
  - 瑞士軍隊（仍有極小量採用）
- 乌克兰
- 梵蒂冈
- 西德
  - 德國聯邦國防軍（命名為G2，作測試用途）

## 登場作品

### 電子遊戲
- 2015年—：為SG510-4和Stgw 57的混合槍，命名為「SG510」，為資料片「犯罪活動」新增的資料片獨有武器，歸類為戰鬥步槍，載彈量24+1發，能夠由執法機關執行者（Enforcer）所使用（罪犯解鎖條件為：以任何陣營進行遊戲使用該槍擊殺1250名敵人後購買武器執照），價格為$78,600。可加裝各種瞄準鏡（反射、眼鏡蛇、全息瞄準鏡（放大1倍）、PKA-S（放大1倍）、Micro T1、SRS 02、Comp M4S、M145（放大3.4倍）、PO（放大3.5倍） 、ACOG（放大4倍）、PSO-1（放大4倍）、IRNV（放大1倍）、FLIR（放大2倍））、附加配件（傾斜式機械瞄具、電筒、戰術燈、激光瞄準器、延長彈匣、穿甲曳光彈）、槍口零件（槍口制退器、補償器、重槍管、抑制器、消焰器）及握把（垂直握把、粗短握把、直角握把）。

### 輕小說
- 2014年—《刀劍神域外傳Gun Gale Online》：於SJ2期間由一名GGO玩家所持有，並短暫被“不可次郎”拿來充當鈍器攻擊其主人。

### 動畫
- 2024年—《刀劍神域外傳Gun Gale Online》第2季：由部份SJ3參賽者所使用。

## 外部連結
- （英文）—world.guns.ru
- （英文）—www.biggerhammer.net（页面存档备份，存于）
- （英文）—swissrifles.com（页面存档备份，存于）
- （英文）—gunco.net（页面存档备份，存于）
- （英文）—exordinanza.net（页面存档备份，存于）
- （英文）—euroarms.net（页面存档备份，存于）
- （中文）—枪炮世界—Stgw.57/SIG 510步枪（页面存档备份，存于）